# Nagyút
Nagyút község Heves vármegye Füzesabonyi járásában.

## Fekvése
A Mátra lábainál, az Alföld északi peremén fekszik. Lakott területét északról és délről is vonalas létesítmények – vasútvonal és autópálya – határolják, a nyugati vidéken pedig vadregényes Tarnóca-patak kanyarog ősi bozótos, bokros szigetek kíséretében.
A közvetlenül határos települések: kelet felől Kompolt, dél felől Tarnazsadány, délnyugat felől Nagyfüged, nyugat felől Ludas, északnyugat felől pedig Detk.

### Megközelítése
Legfontosabb közúti megközelítési útvonala a 3-as főút, amely a határától 1-2 kilométerre északra húzódik, arról letérve érhető el – egy számozatlan, alsóbbrendű úton – Budapest és Miskolc irányából is. Határai között áthalad az M3-as autópálya is, de annak itt csomópontja nincsen, csak egy pihenőhelye, a Kisasszonyréti pihenőhely helyezkedik el e község határai között. Kál központjával a települést a 3207-es útból kiágazó 32 106-os számú mellékút köti össze.
A hazai vasútvonalak közül a Budapest–Sátoraljaújhely-vasútvonal érinti, melynek egy állomása van itt; Nagyút vasútállomás a település északi részén található iparvágányi kiágazással a Mátrai Erőmű felé. Az állomás közúti elérését ugyancsak a 32 106-os út biztosítja.

## Története
Kedvező földrajzi adottságai, a közeli patakok, vizek, legelők, jó termőtalaj lehet magyarázata annak, hogy a szarmaták is lakóhelyüknek választották. Egyik águk a lótenyésztő jazigok éltek itt a II-IV. században Krisztus után. Ezt az M3-as nyomvonalán feltárt gazdag régészeti leletek bizonyítják. Később avar kori népek is éltek itt, melyet temetőmaradványok és egy avar település 1993-ban feltárt maradványai is igazolnak. Az Árpádok idején az Aba nemzetség birtokát képezte a település.
Első okleveles említés 1301-ből való Noguth névalakban (előforduló egyéb nevek: Nogwoth, Neguch, Negut). 1322-ben Széchenyi Tamás erdélyi vajdáé lesz a birtok(1334-ben már pápai tizedet fizet a falu). A törökuralomnak, mint sok más település, Nagyút is áldozatul esik. A Károlyiak idején négy major épül a területen: Göböly-járás, Csikó-major, a Közép-major és a Csárda-major, amiket kisvasút kötött össze. Az 1930-as évek második felében az állam Nagyút mintafaluvá építését rendeli el. Az építkezés 1939-ben, Deáky Zsigmond és Csonka János tervei alapján veszi kezdetét. A kivitelezés 1941-ben ér véget, mely ez után 195 házból és 12 egyenes utcából állt. Az ötvenes évek elején(1953) készül el a község temploma, melynek védőszentje Szent Vendel.

## Közélete

### Polgármesterei
- 1990–1994: Kovács András (független)[5]
- 1994–1998: Ifj. Szankó János (független)[6]
- 1998–2002: Czipó László (független)[7]
- 2002–2006: ifj. Barczai József (független)[8]
- 2006–2010: Tóth Géza (független)[9]
- 2010–2014: Tóth Géza (független)[10]
- 2014–2019: Tóth Géza (független)[11]
- 2019–2024: Tóth Géza (független)[12]
- 2024– : Tóth Géza (független)[1]

## Népesség
A település népességének változása:
| Lakosok száma | 710  | 679  | 668  | 621  | 684  | 667  | 662  |
|               | 2013 | 2014 | 2015 | 2021 | 2022 | 2023 | 2024 |

2001-ben a település lakosságának közel 100%-a magyar nemzetiségűnek vallotta magát.
A 2011-es népszámlálás során a lakosok 82,6%-a magyarnak, 0,6% cigánynak, 0,6% németnek mondta magát (17,3% nem nyilatkozott; a kettős identitások miatt a végösszeg nagyobb lehet 100%-nál). A vallási megoszlás a következő volt: római katolikus 58,4%, református 4%, evangélikus 0,4%, felekezeten kívüli 9,6% (26,2% nem nyilatkozott).
2022-ben a lakosság 87,6%-a vallotta magát magyarnak, 0,9% cigánynak, 0,6% németnek, 0,3% szlováknak, 0,9% egyéb, nem hazai nemzetiségűnek (12,4% nem nyilatkozott; a kettős identitások miatt a végösszeg nagyobb lehet 100%-nál). Vallásuk szerint 45,9% volt római katolikus, 5,4% református, 0,1% görög katolikus, 0,1% evangélikus, 2% egyéb keresztény, 1,8% egyéb katolikus, 7,7% felekezeten kívüli (36,8% nem válaszolt).

## Galéria

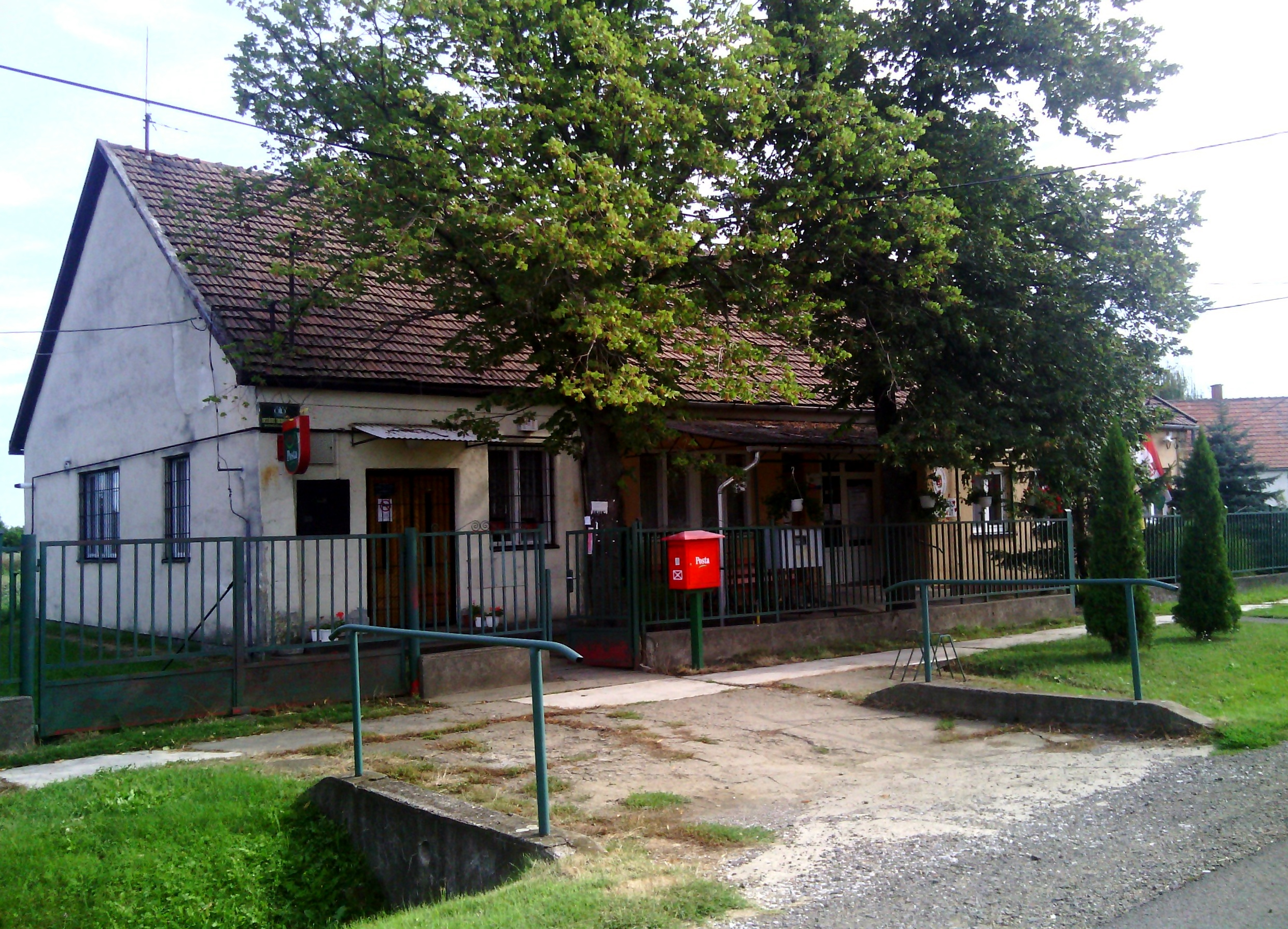
Községháza és postahivatal
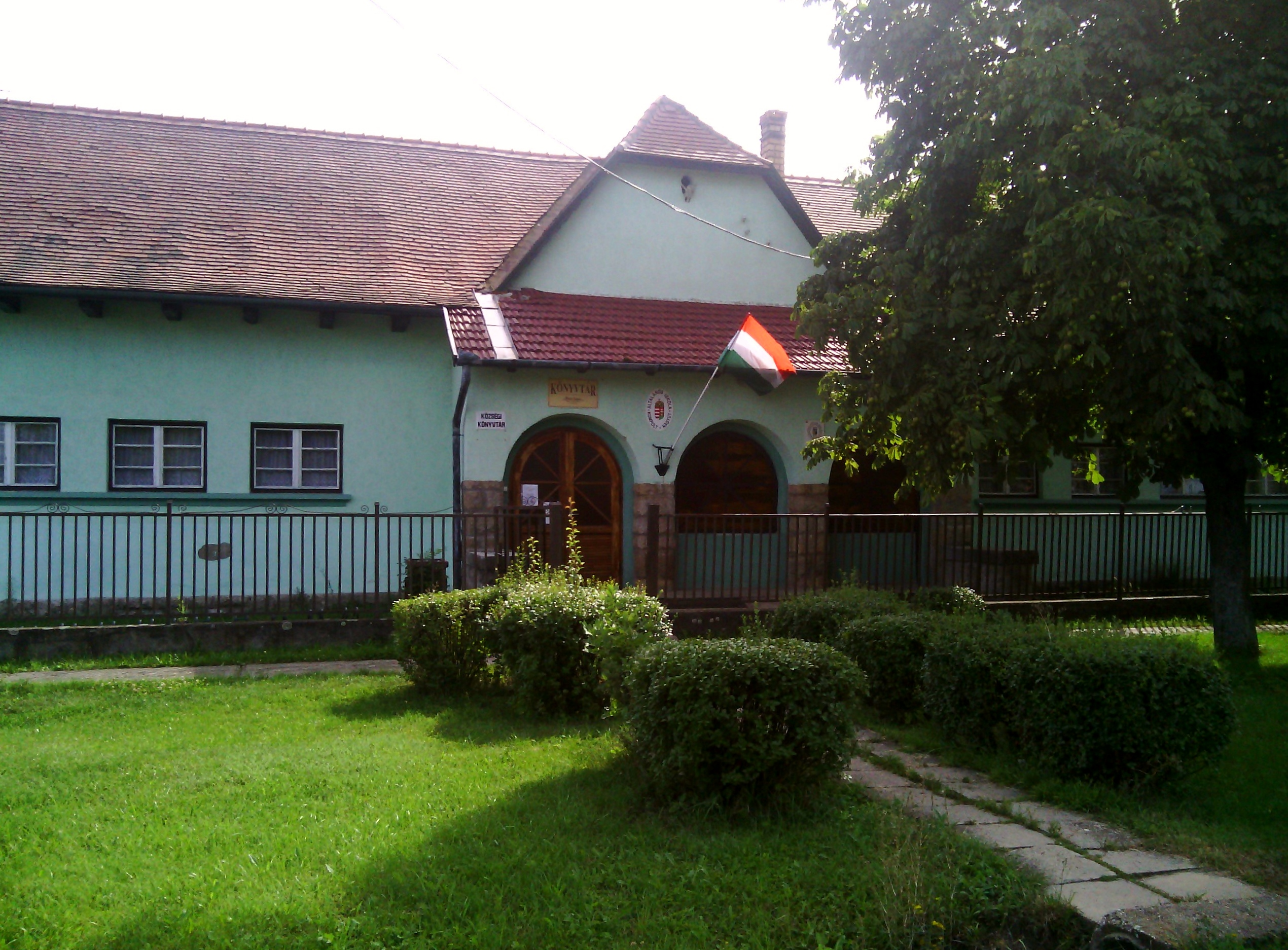
Általános iskola és könyvtár
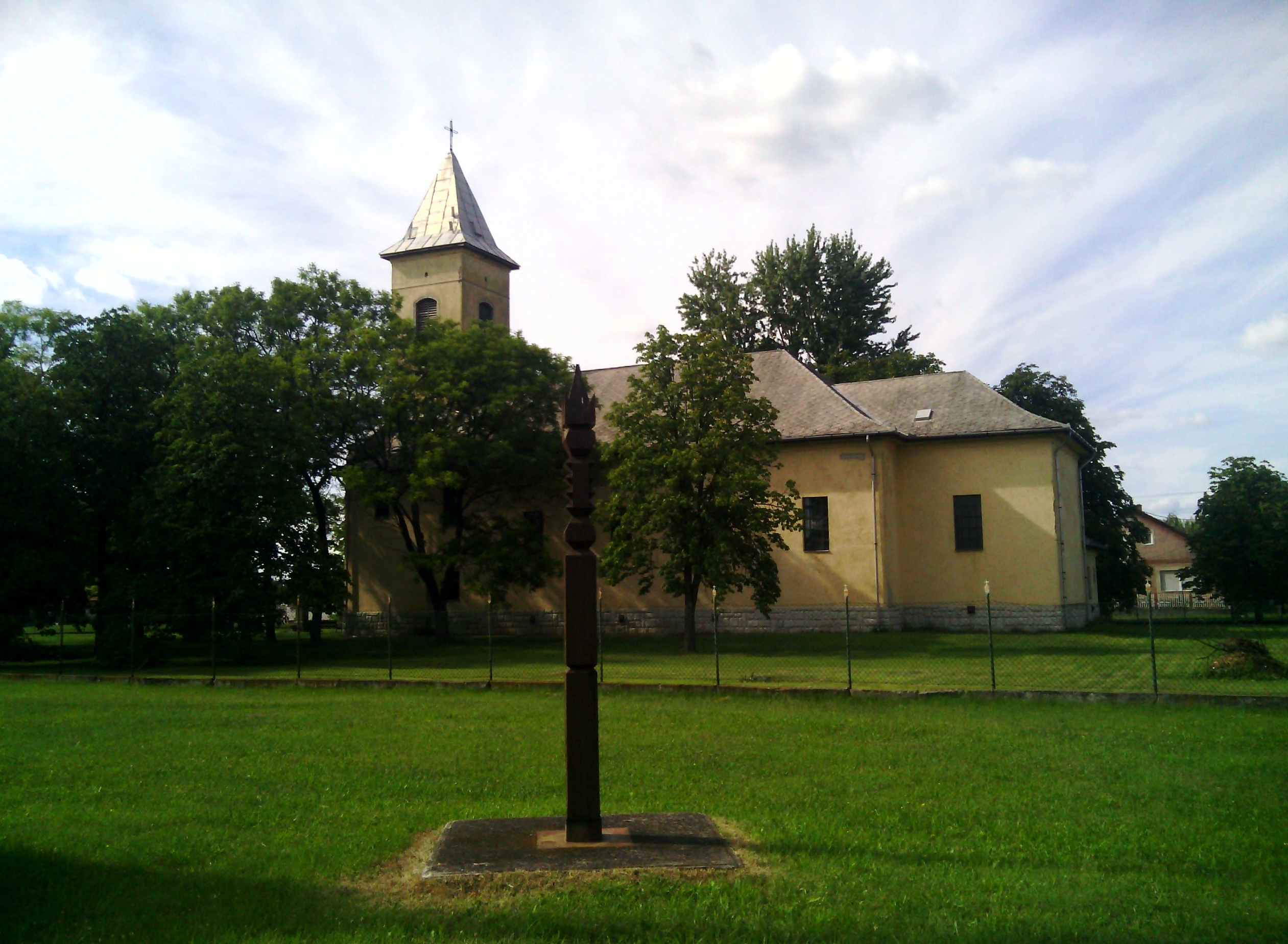
Szent Vendel-templom
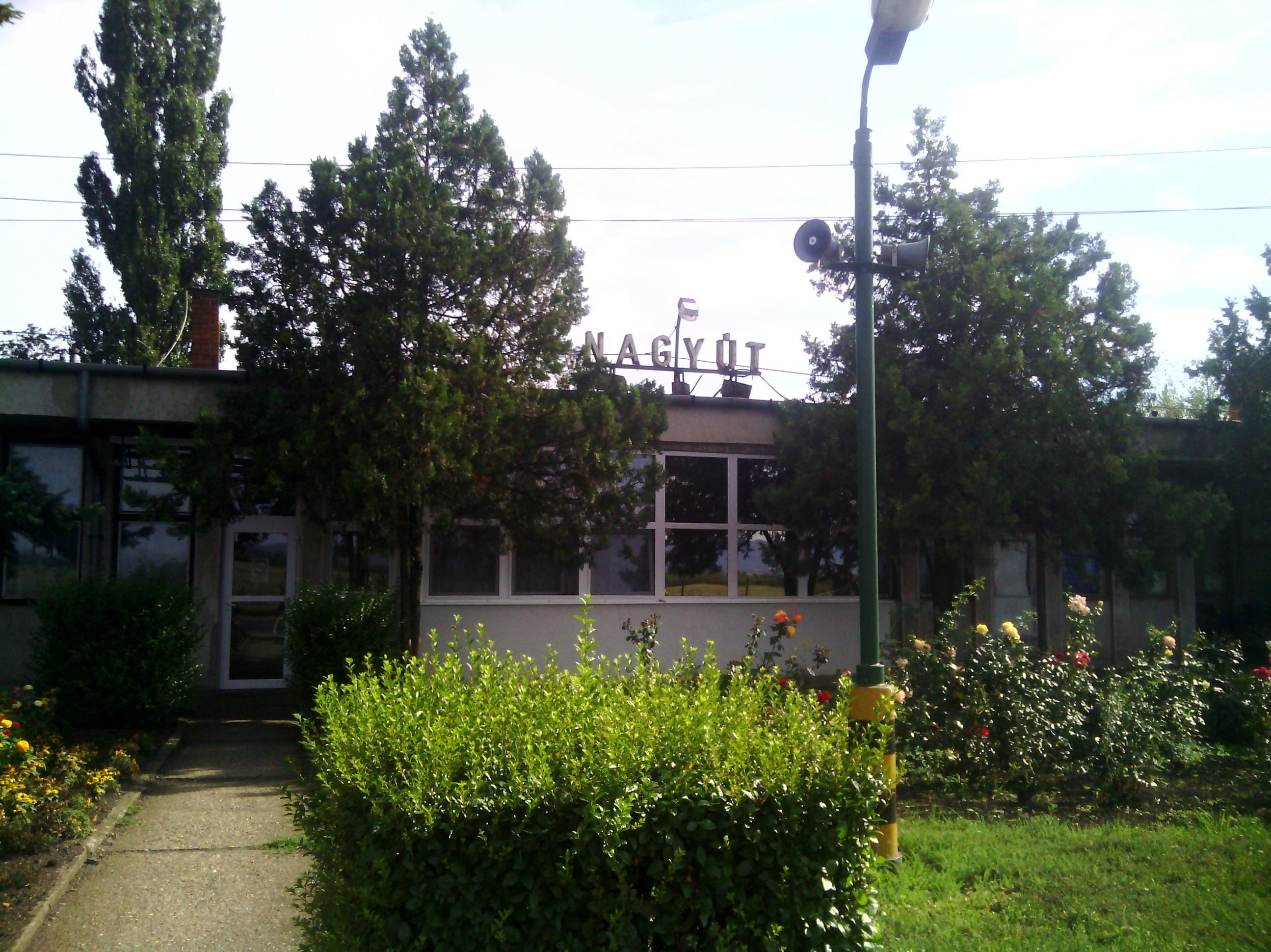
Nagyút vasútállomás